# Мантия моллюсков

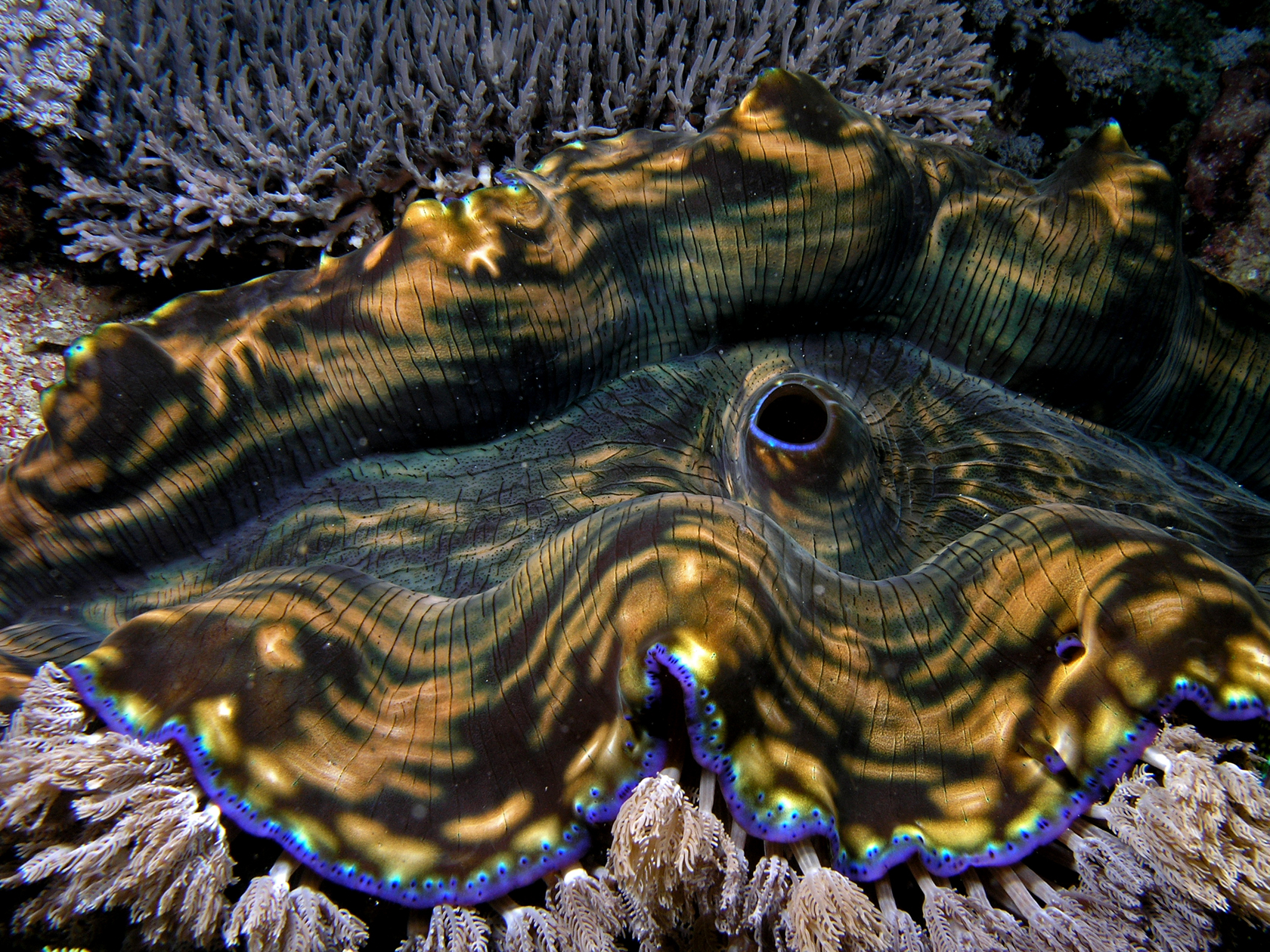
Яркоокрашенная мантия тридакны гигантской защищает её от яркого солнечного света

Мантия моллюсков (лат. pallium) — складка стенки тела моллюсков, расположенная на границе внутренностного мешка и ноги, образующая карман — мантийную полость.
Обычно в этой полости находятся жабры, а у лёгочных брюхоногих моллюсков мантийная полость функционирует как лёгочный мешок. На наружной поверхности мантии выделяется раковина или (у червеобразных хетодермоморфных и номениоморфных моллюсков) отдельные известковые спикулы.